# Katar (półwysep)
Katar – półwysep w Azji, na Półwyspie Arabskim, nad Zatoką Perską. Obejmuje powierzchnię 11 437 km², jest długi na 160 km, a szeroki do 80 km. Linia brzegowa półwyspu ma długość 700 km. Zajmowany jest przez państwo Katar. Najwyższym wzniesieniem na półwyspie jest Kurajn Abu al-Baul (103 m n.p.m.). Większość obszaru półwyspu zajmowana jest przez niską, jałową równinę pokrytą piaskiem.